# Prieuré Notre-Dame de Relay
Pour les articles homonymes, voir Prieuré Notre-Dame.
Le prieuré Notre-Dame de Relay est un ancien prieuré situé à Pont-de-Ruan (Indre-et-Loire). 

## Historique
Fondé vers 1100, le prieuré relevait de l'Ordre de Fontevraud.
Le bâtiment à l'ouest du cloître et la fuye datent du XVIe siècle, le portail d'entrée date du début du XVIIe siècle.
Les bâtiments subsistants sont devenus des granges et des habitations. L'ancienne église prieurale et le portail sont inscrits au titre des monuments historiques par arrêté du 7 août 1930 et l'ensemble des vestiges du prieuré par arrêté du 30 juin 2022. L'église Notre-Dame du prieuré de Relay est classée en totalité par arrêté du 29 novembre 2024/

## Description

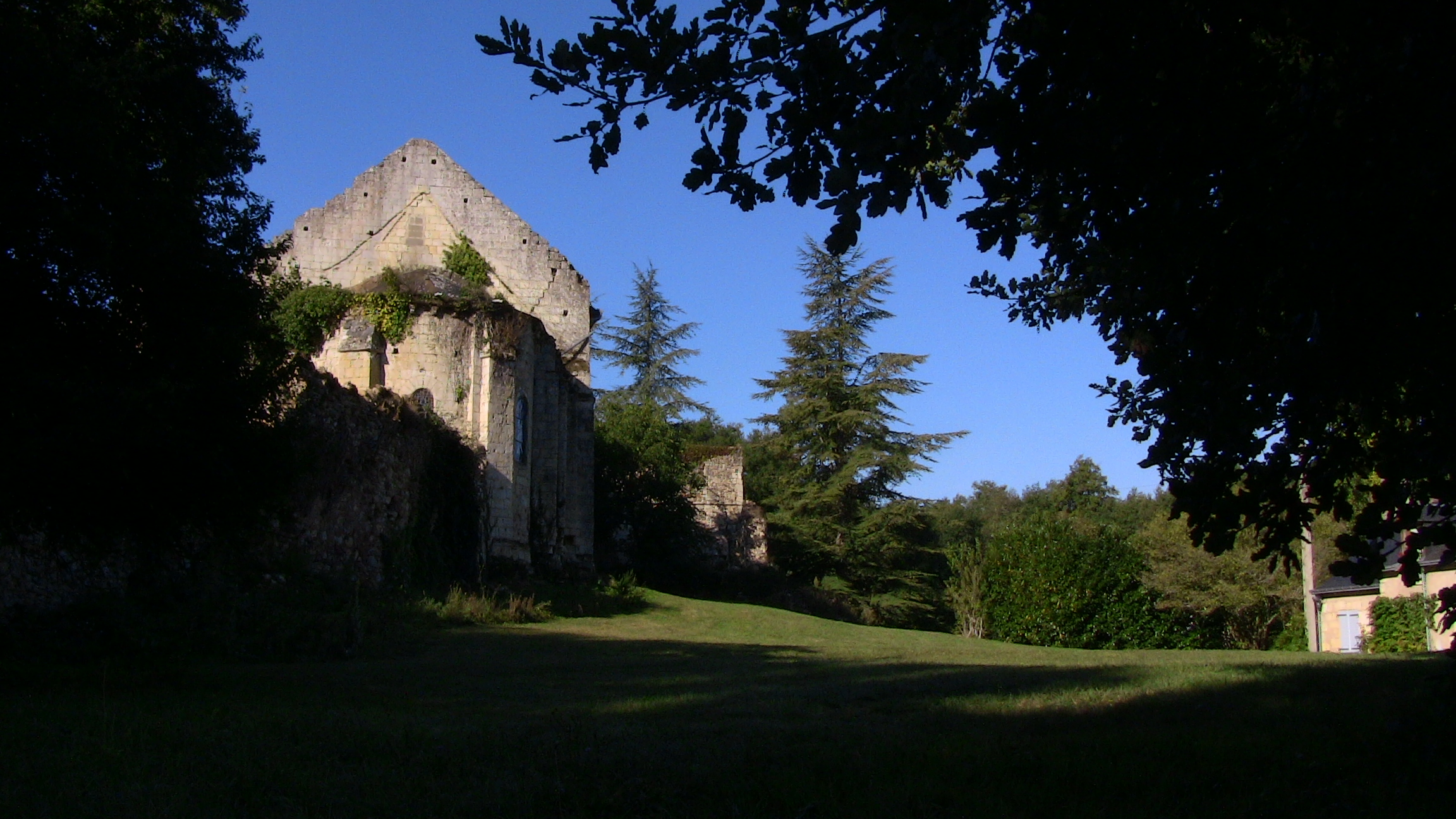
Vue générale.
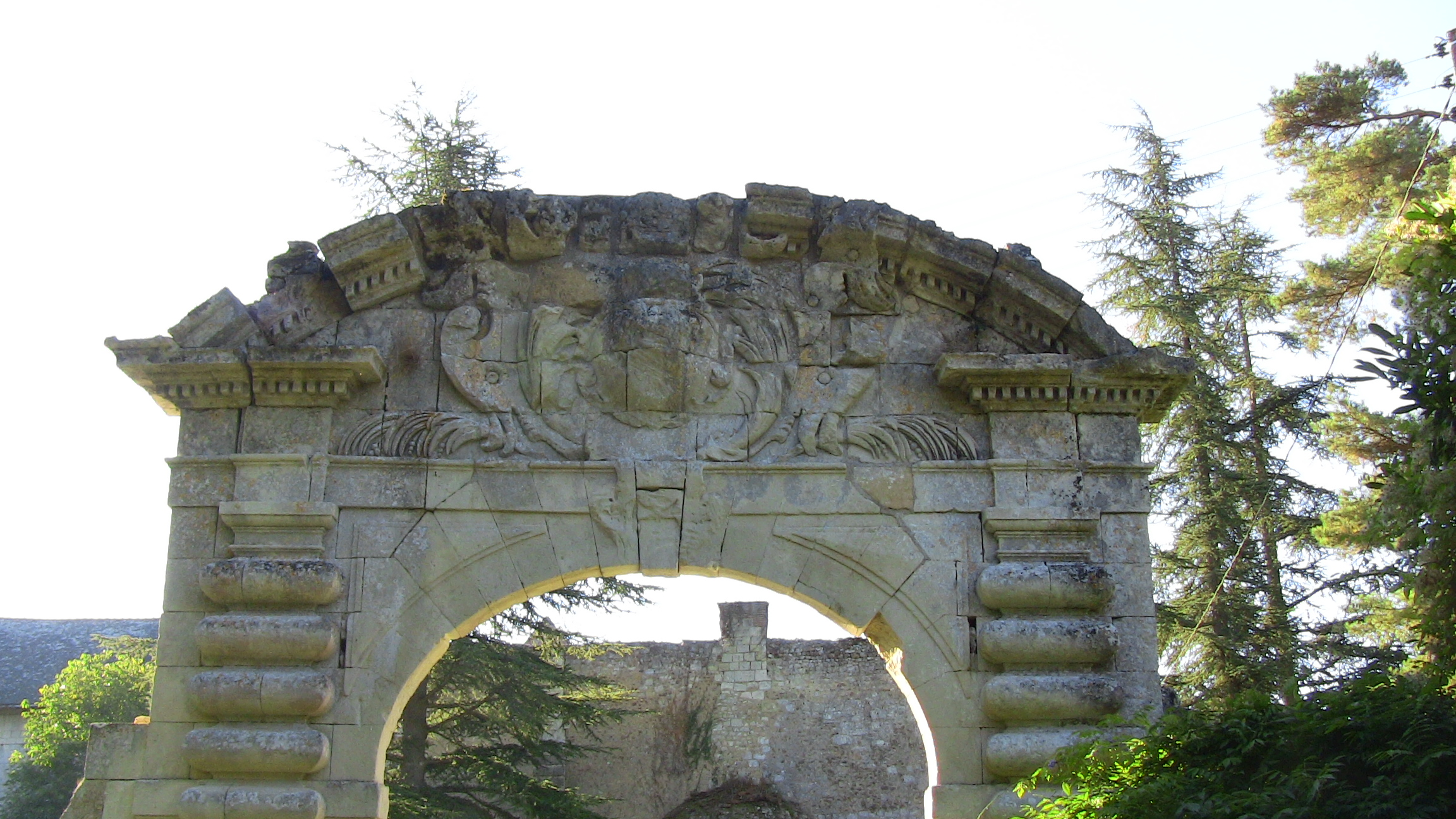
Portail d'entrée du prieuré.